# Saint-Stail
Saint-Stail là một xã thuộc tỉnh Vosges trong vùng Grand Est miền đông bắc nước Pháp.